# コシャリン
コシャリン（Koszalin (ポーランド語: [kɔˈʂalin] ( 音声ファイル); カシューブ語: Kòszalëno; ドイツ語: Köslin, 発音: [kœsˈliːn])）は、ポーランド共和国北西部の西ポモージェ県の都市。1998年までは県都であった。市街から約10km北にバルト海に面する海岸線がある。経済が発達しており、現在では郡から独立している群独立都市となっている。北ドイツ平原に位置し、市街の周りには農地が広がっている。

## 歴史
宗教改革の間の1534年、ヨハネス・ブーゲンハーゲンの影響により、都市はルター派に属した。
1701年のプロイセン王国の成立後、街はその支配下となった。1718年の火災により大きな損害を受けたが、翌年再建された。第四次対仏大同盟の後、1807年フランス軍に占領された。ナポレオン戦争後、街はフュルステントゥム郡とケスリーン県の首都となった。フュルステントゥム郡は1872年9月1日に解体され、同年12月13日にケスリーン郡と置き換わった。
プロイセン王国による1871年のドイツ統一に際し、街はドイツ帝国の一部となった。1858年から1878年までの間、シュテッティンから街を通ってダンツィヒまで鉄道が敷設された。1890年には軍幼年学校が、クルムからこの街に移ってきた。これは1776年にフリードリヒ2世によって設立されたものである。1920年代のヴァイマル共和政の間、街の表記が"Cöslin"から"Köslin"に変更になった。

## 気候
| コシャリンの気候                                                                                  | コシャリンの気候 | コシャリンの気候 | コシャリンの気候 | コシャリンの気候 | コシャリンの気候 | コシャリンの気候 | コシャリンの気候 | コシャリンの気候 | コシャリンの気候 | コシャリンの気候 | コシャリンの気候 | コシャリンの気候 | コシャリンの気候 |
| 月                                                                                                | 1月              | 2月              | 3月              | 4月              | 5月              | 6月              | 7月              | 8月              | 9月              | 10月             | 11月             | 12月             | 年               |
| ------------------------------------------------------------------------------------------------- | ---------------- | ---------------- | ---------------- | ---------------- | ---------------- | ---------------- | ---------------- | ---------------- | ---------------- | ---------------- | ---------------- | ---------------- | ---------------- |
| 最高気温記録 °C （°F）                                                                            | 13.2 (55.8)      | 17.7 (63.9)      | 23.3 (73.9)      | 28.2 (82.8)      | 31.2 (88.2)      | 35.6 (96.1)      | 36.4 (97.5)      | 37.1 (98.8)      | 33.9 (93)        | 27.3 (81.1)      | 18.8 (65.8)      | 13.6 (56.5)      | 37.1 (98.8)      |
| 平均最高気温 °C （°F）                                                                            | 2.5 (36.5)       | 3.5 (38.3)       | 7.0 (44.6)       | 12.8 (55)        | 17.1 (62.8)      | 20.1 (68.2)      | 22.4 (72.3)      | 22.5 (72.5)      | 18.2 (64.8)      | 12.7 (54.9)      | 7.1 (44.8)       | 3.5 (38.3)       | 12.5 (54.5)      |
| 日平均気温 °C （°F）                                                                              | 0.3 (32.5)       | 0.9 (33.6)       | 3.3 (37.9)       | 8.0 (46.4)       | 12.3 (54.1)      | 15.6 (60.1)      | 17.9 (64.2)      | 17.9 (64.2)      | 14.0 (57.2)      | 9.3 (48.7)       | 4.8 (40.6)       | 1.6 (34.9)       | 8.8 (47.8)       |
| 平均最低気温 °C （°F）                                                                            | −1.9 (28.6)      | −1.6 (29.1)      | 0.2 (32.4)       | 3.8 (38.8)       | 7.8 (46)         | 11.3 (52.3)      | 13.7 (56.7)      | 13.8 (56.8)      | 10.4 (50.7)      | 6.4 (43.5)       | 2.6 (36.7)       | −0.6 (30.9)      | 5.5 (41.9)       |
| 最低気温記録 °C （°F）                                                                            | −26.7 (−16.1)    | −26.7 (−16.1)    | −18.7 (−1.7)     | −10.1 (13.8)     | −3.9 (25)        | −0.6 (30.9)      | 2.6 (36.7)       | 2.3 (36.1)       | −0.2 (31.6)      | −6.1 (21)        | −14.0 (6.8)      | −19.7 (−3.5)     | −26.7 (−16.1)    |
| 降水量 mm （inch）                                                                                | 52.4 (2.063)     | 40.1 (1.579)     | 46.0 (1.811)     | 33.8 (1.331)     | 54.3 (2.138)     | 76.4 (3.008)     | 90.2 (3.551)     | 88.8 (3.496)     | 74.7 (2.941)     | 66.0 (2.598)     | 56.1 (2.209)     | 59.2 (2.331)     | 738.2 (29.063)   |
| 平均降水日数 （≥0.1 mm）                                                                          | 17.37            | 15.74            | 13.57            | 11.23            | 13.10            | 13.17            | 14.57            | 14.60            | 13.90            | 16.13            | 16.30            | 18.77            | 178.44           |
| 平均降雪日数 （≥0 cm）                                                                            | 11.1             | 10.8             | 5.3              | 0.3              | 0.0              | 0.0              | 0.0              | 0.0              | 0.0              | 0.2              | 2.0              | 7.2              | 36.9             |
| % 湿度                                                                                            | 85.7             | 83.4             | 78.9             | 72.8             | 74.2             | 76.3             | 77.4             | 77.1             | 80.4             | 83.7             | 87.5             | 87.9             | 80.5             |
| 平均月間日照時間                                                                                  | 44.7             | 67.8             | 132.2            | 203.4            | 262.7            | 256.8            | 259.2            | 233.2            | 166.5            | 111.1            | 50.6             | 32.4             | 1,820.6          |
| 出典1：Institute of Meteorology and Water Management                                              |                  |                  |                  |                  |                  |                  |                  |                  |                  |                  |                  |                  |                  |
| 出典2：Meteomodel.pl (records, relative humidity 1991–2020), Time and Date (dewpoints, 2005-2015) |                  |                  |                  |                  |                  |                  |                  |                  |                  |                  |                  |                  |                  |

## スポーツ
- AZSコシャリン - 男子バスケットボールクラブ
- AZSポリテフニカ・コシャリン - 女子ハンドボールクラブ
- グヴァルディア・コシャリン - サッカークラブ
- バウティク・コシャリン - サッカークラブ

## 姉妹都市
- ドイツ、ノイブランデンブルク
- ドイツ、ノイミュンスター
- ドイツ、ベルリン
- デンマーク、グラッドサクセ
- フィンランド、セイナヨキ
- フランス、ブールジュ
- スウェーデン、クリスチャンスタード
- オランダ、ルールモント
- ベラルーシ リダ
- 中華人民共和国、フーチョウ